# Selkäjärvi (sjö i Finland)
Selkäjärvi är en sjö i Finland. Den ligger i kommunen Enare i landskapet Lappland, i den norra delen av landet, 1 100 km norr om huvudstaden Helsingfors. Selkäjärvi ligger 101 meter över havet. Arean är 24,4 hektar och strandlinjen är 2,75 kilometer lång. Sjön  ingår i Neidenälvens huvudavrinningsområde. 